# Vepice (tvrz)
Vepice jsou zaniklá tvrz na ostrůvku v Novém rybníku na jižním okraji Vepic u Kovářova v okrese Písek v Jihočeském kraji. Existovala ve čtrnáctém a patnáctém století, kdy byla sídlem vladyckého rodu z Vepic. Ostrůvek je chráněn jako kulturní památka.

## Historie
Historie Vepické tvrze je spojená s místním vladyckým rodem, jehož prvním doloženým příslušníkem byl Jaroslav z Vepic, jenž vedl spor o průběh hranic pozemků s milevským klášterem a který ukončil smlouvou z roku 1373.  Snad už tehdy existovala tvrz, kterou písemné prameny zmiňují roku 1437 při rozpuštění dědického spolku rakovských vladyků s Burjanem a Fraňkem z Vepic. Z dalších členů rodu Gertruda z Vepic roku 1382 bránila dědictví svých dcer po jejich otci Mstichovi, na které si dělal nárok Purkart z Janovic. František z Vepic byl v letech 1383–1404 opatem milevského kláštera. Během jeho funkčního období byl dokončen kostel svatého Jiljí, ve kterém se na dvou místech nachází Františkův erb. Františkovým bratrem byl Odolen z Vepic připomínaný v letech 1388 a 1412.
Dalšími členy rodu byli bratři Odolen a Jan z Vepic, kterým patřil melicharovský dvůr v Kovářově a kteří zemřeli do roku 1465. Rod zanikl koncem patnáctého století a s ním byla opuštěna také vepická tvrz. Roku 1498 Vepice patřily k Březí.

## Tvrziště
Tvrz pravděpodobně stávala na ostrůvku v Novém rybníku na jižním okraji Vepic, ale František Kašička a Bořivoj Nechvátal uvedli, že stála spíše v místech domu čp. 8 na západním okraji rybníka. V obou lokalitách byly nalezeny středověké střepy. Ostrůvek s tvrzištěm se nachází asi dvacet metrů od břehu rybníka. Má kruhový půdorys s průměrem patnáct metrů a plochý povrch beze stop zástavby. Stojí na něm novodobá dřevěná chata.
V roce 1900 bylo při čištění rybníka nalezeno množství opracovaných dubových trámů. Dále byly nalezeny železné sekery, střepiny, bodce, šípy. Tyto nálezy jsou v Praze v Národním muzeu.